# 요시와 자거
《요시와 자거》(히브리어: יוסי וג'אגר, 영어: Yossi & Jagger)는 2002년 공개된 이스라엘의 로맨틱 드라마 영화이다.

## 출연

### 주연
- 아씨 코헨
- 하니 푸스텐버그
- 오해드 놀러
- 예후다 레비

## 기타
- 미술: 아미 픽